# Les Portes du Coglais
Les Portes du Coglais é uma comuna francesa na região administrativa da Bretanha, no departamento de Ille-et-Vilaine. Estende-se por uma área de 40.71 km². Em 2010 a comuna tinha 2 403 habitantes (densidade: 59 hab./km²).
Foi criada em 1 de janeiro de 2017, após a fusão das antigas comunas de Montours (sede da comuna), Coglès e La Selle-en-Coglès.